# Innocents (film)
Pour les articles homonymes, voir Les Innocents et Dreamers.
Pour plus de détails, voir Fiche technique et Distribution.
Innocents (anglais : The Dreamers ; italien : I sognatori) est un drame franco-britannico-italien de Bernardo Bertolucci, présenté en avant-première à la Mostra de Venise 2003 et sorti le 10 décembre 2003 en France.
Le scénario de Gilbert Adair est une adaptation de sa nouvelle The Holy Innocents (en) (1988), inspirée du roman Les Enfants terribles (1929) de Jean Cocteau et du film du même nom réalisé par Jean-Pierre Melville en 1950.

## Synopsis
À Paris en 1968, Isabelle et son frère jumeau Théo fréquentent régulièrement la Cinémathèque française tout comme Matthew, un étudiant américain réservé. C’est devant la Cinémathèque fermée lors des manifestations de protestation à la suite du renvoi de son directeur Henri Langlois que les trois jeunes gens se rencontrent et sympathisent immédiatement. Matthew, qui loge dans une petite chambre de la rue Malebranche, est invité par Isabelle et Théo à dîner chez eux avec leurs parents.
Restés seuls à Paris pendant les vacances de leurs parents, Isabelle et Théo invitent Matthew à rester chez eux. Celui-ci découvre vite la relation fusionnelle, à la limite de l’inceste, entre Isabelle et Théo. Dans l’appartement où ils sont livrés à eux-mêmes, les jumeaux l’entraînent dans un jeu dangereux ayant pour fond le cinéma : lorsque Isabelle et Matthew ne parviennent pas à trouver un film évoqué par Théo (Scarface, Howard Hawks, 1932), Théo demande à sa sœur de faire l’amour avec le jeune Américain, qui ignore qu’Isabelle est vierge. Par la suite, la relation amoureuse entre Matthew et Isabelle perturbe Théo et la tension s'installe dans l'appartement alors qu'au dehors la grève générale paralyse la capitale.
Les parents d'Isabelle et de Théo rentrent à l'improviste dans l'appartement, découvrant les trois protagonistes endormis couchés nus ensemble ; ils repartent discrètement en laissant un chèque. Isabelle, en trouvant celui-ci, réalise la scène crue que ses parents ont vue d'eux et, alors que les deux garçons dorment, elle tente de mettre fin à leur vie à tous les trois en ouvrant le gaz. Mais dehors, le quartier latin est en pleine effervescence des manifestations violentes de Mai 68. Opportunément, un pavé lancé depuis la rue percute accidentellement une fenêtre de l'appartement. Le bris de cette fenêtre réveille Matthew et Théo. Isabelle se précipite pour refermer le gaz.
Le trio descend alors dans la rue pour se mêler à la manifestation estudiantine passant sous leurs fenêtres. Matthew, foncièrement non violent, tente en vain d’empêcher les jumeaux d'user de la force contre les CRS.

## Fiche technique
- Titre français : Innocents ou The Dreamers
- Titre anglais original : The Dreamers
- Titre italien : I sognatori ou The Dreamers
- Réalisation : Bernardo Bertolucci
- Scénario : Gilbert Adair
- Photo : Fabio Cianchetti
- Décors : Jean Rabasse
- Mixage son : Stuart Wilson
- Producteur : Jeremy Thomas
- Production : Recorded Picture Company (RPC) Grande-Bretagne
- Montage : Jacopo Quadri (it)
- Consultants musicaux : Julien Civange, Charles Henri de Pierrefeu, Janice Ginsberg
- Pays de production :  France,  Royaume-Uni,  Italie
- Langues : anglais, français
- Durée : 116 minutes (1 h 56)
- Interdit aux moins de 12 ans à sa sortie en France en 2003 en raison des scènes de nudité
- Sortie : 10 décembre 2003 (France)

## Distribution
- Michael Pitt : Matthew
- Eva Green : Isabelle
- Louis Garrel : Théo
- Robin Renucci : le père
- Anna Chancellor : la mère
- Jean-Pierre Kalfon : lui-même
- Jean-Pierre Léaud : lui-même

## Production
L'intrigue s'inspire librement du roman de Gilbert Adair, The Holy Innocents (en) (1988), lui-même inspiré des Enfants terribles (1929) de Jean Cocteau ; l'auteur vivait à Paris à la fin des années 1960. Le scénariste Adair fait une brève apparition dans le film en tant que visiteur du Louvre. Pour son scénario, il s'est également inspiré de ses œuvres The Dreamers et Buenas Noches, Buenos Aires (toutes deux publiées en 2003). L'histoire a pour toile de fond les événements entourant la destitution d'Henri Langlois, directeur de la Cinémathèque française, par le ministre gaulliste de la Culture André Malraux en février 1968. De nombreux cinéastes, dont des représentants de la Nouvelle Vague tels que François Truffaut et Jean-Luc Godard, ont découvert l'histoire du cinéma grâce aux projections de la Cinémathèque dans les décennies d'après-guerre. Bertolucci avait lui aussi assisté aux projections de la Cinémathèque lors de ses voyages à Paris. Il passa toutefois le mois de mai 1968 à Rome pour le tournage de son long métrage Partner,. La destitution de Langlois par le gouvernement gaulliste déclencha de vives protestations de la part d'étudiants en cinéma et de réalisateurs connus. Des manifestations violentes éclatèrent. Les protestations aboutirent à la réintégration de Langlois, et les étudiants prirent conscience qu'ils pouvaient exercer un pouvoir social dans la rue. La lutte pour la Cinémathèque marqua le début d'autres troubles qui débouchèrent sur la grève générale de mai.
Dans les scènes consacrées aux manifestations devant la Cinémathèque, Jean-Pierre Léaud fait une brève apparition, entrecoupée d'images originales en noir et blanc de l'époque le montrant aux côtés d'autres personnalités du cinéma. L'acteur Jean-Pierre Kalfon joue également son propre rôle dans une brève apparition dans la même scène. Outre ce matériel documentaire, Bertolucci a intégré de nombreuses références tirées de classiques du cinéma, y compris les films À bout de souffle et Bande à part de Jean-Luc Godard. Les trois adolescents imitent eux-mêmes la course à travers le Louvre de Bande à part et battent le record. Les détenteurs des droits avaient donné leur accord pour utiliser les extraits souhaités des films de Godard, mais Bertolucci voulait également obtenir l'autorisation personnelle de Godard et a ensuite fait l'éloge de la générosité de ce dernier,. Les références à l'histoire du cinéma sont également présentes au niveau de la distribution : le père de Louis Garrel est Philippe Garrel, qui a percé en tant que réalisateur en 1968, et Eva Green est la fille de Marlène Jobert, qui a joué dans Masculin féminin de Godard.
Les trois jeunes gens vénèrent le cinéma, comme si le simple fait de regarder un film était un acte révolutionnaire ; pour eux, c'est le meilleur des mondes. L'histoire est racontée du point de vue de l'Américain. L'innocence américaine côtoie l'intellectualisme européen. « Alors que chez l'Américain, la raison l'emporte toujours, le Français est un romantique jusqu'au bout des ongles ». Le site film-dienst a critiqué le fait que le personnage de Matthew soit anachronique, car son sens des réalités et son rejet de toute violence le font plutôt appartenir au XXIe siècle. Cependant, les jeunes Américains qui séjournaient à Paris à l'époque ne voulaient pas partir à la guerre du Vietnam et faisaient partie de ceux qui rejetaient la violence. Le champ d'action se rétrécit dans le film au fur et à mesure que l'intrigue progresse ; les excursions des trois personnages se concentrent d'abord sur la Cinémathèque, puis ils se retirent dans l'appartement, et enfin dans une tente à l'intérieur de l'appartement. Cela rappelle Le Dernier Tango à Paris (1972) du même Bertolucci, qui se déroulait en grande partie dans l'espace clos d'un appartement parisien. Bertolucci a confirmé la similitude : Innocents se concentre sur l'individu qui, face à la menace de l'âge adulte, se réfugie dans son appartement comme dans le ventre de sa mère, comme dans son autre film. Il voit toutefois une différence dans la sexualité représentée : dans Le Dernier Tango, elle est mélancolique et sombre, tandis que dans Innocents, elle est agréable et sensuelle. Seul un pavé brise l'isolement des jeunes et leur fait prendre conscience qu'il existe une vie à l'extérieur, où il se passe quelque chose. En fin de compte, Bertolucci se représente lui-même à travers les trois jeunes : comme Isabelle, il était passionné de cinéma et essayait de mettre en scène chaque détail de sa vie ; comme Théo, il discutait de politique et de poésie et cherchait à prendre ses distances artistiques avec son père, qui était également poète. On peut même considérer Isabelle, le pragmatique Matthew et Théo comme le ça, le moi et le surmoi.

### Motivations de Bertolucci pour le film
L'une des raisons qui ont poussé Bertolucci à réaliser ce film était le manque de connaissances actuelles sur ce qui animait réellement la génération de l'époque. Aujourd'hui, rares sont ceux qui savent que ce sont des cinéphiles qui ont déclenché la révolte de mai 68 à Paris. Les participants espéraient changer le monde et savaient qu'ils participeraient d'une manière ou d'une autre à ce changement : « Je n'ai jamais vécu de moment historique aussi brillant, aussi magique, aussi enthousiasmant ! ». Et : « Les années 1960 ont été pour moi la meilleure période de ma vie ». Il ne veut rien exagérer, mais inciter le public à réfléchir à la manière dont le mouvement a changé la société. Le recul des formes d'éducation autoritaires, le renforcement de la démocratie et du pouvoir des femmes ainsi que la libéralisation de la sexualité sont des acquis qui doivent selon lui être attribués au mouvement soixante-huitard. Il considère les opposants à la mondialisation comme les héritiers du mouvement de 1968.